# East Beckham
East Beckham est un village et une paroisse civile du Norfolk, en Angleterre.